# Graham Horn
Graham Roy Horn (Westminster, 23 agosto 1954 – Torbay, 29 giugno 2012) è stato un calciatore inglese, di ruolo portiere.

## Carriera
Dopo aver giocato nelle giovanili dell'Arsenal, con anche un periodo aggregato alla prima squadra dei Gunners (pur senza presenze in partite ufficiali), inizia la stagione 1972-1973 con un prestito al Portsmouth, club della seconda divisione inglese, con cui all'età di 18 anni esordisce tra i professionisti giocando 22 partite di campionato. Successivamente si trasferisce a titolo definitivo al Luton Town, con cui tra il 1973 ed il 1975 gioca complessivamente 58 partite di campionato: dopo aver giocato 33 partite in seconda divisione nella stagione 1973-1974 ne gioca infatti 15 in prima divisione (che saranno anche le sue uniche in carriera in questa categoria) nella stagione 1974-1975. L'anno seguente trascorre invece un periodo in prestito al Brentford (3 presenze in terza divisione) per poi trascorrere il 1976 nella NASL con i L.A. Aztecs, con i quali gioca 17 partite, raggiungendo il primo turno dei play-off per il titolo. Torna quindi in patria, trascorrendo una stagione da riserva al Charlton in seconda divisione (non scende mai in campo in partite di campionato con gli Addicks). Dopo aver trascorso la stagione 1977-1978 difendendo la porta dei semiprofessionisti del Kettering Town trascorre poi cinque stagioni in quarta divisione, con le maglie di Southend Utd (9 presenze nella stagione 1978-1979), Aldershot (9 presenze totali nell'arco di tre stagioni) e Torquay Utd (47 presenze totali nell'arco di due stagioni), per poi ritirarsi nel 1984, all'età di 30 anni, dopo un periodo trascorso ai semiprofessionisti del Barnstaple Town.
In carriera ha giocato complessivamente 148 partite nei campionati della Football League.

## Palmarès

### Club

#### Competizioni giovanili
- FA Youth Cup: 1

Arsenal: 1970-1971